# Charlie Miller
Charlie Miller (Glasgow, 18 maart 1976) is een Schotse voetballer. Hij speelt bij Clyde FC.

## Carrière
Miller begon zijn carrière bij Rangers FC en liet zijn talent meteen opmerken onder toenmalig trainer Walter Smith. Hij maakte ook deel uit van het team dat 9 keer op een rij Schots kampioen werd. Hij speelde uiteindelijk 6 seizoenen in Glasgow maar kon echter nooit volledig doorbreken omwille van zijn losse levensstijl. Hij werd op het einde van het seizoen 98/99 uitgeleend aan Leicester City FC. Na die uitleenbeurt vertrok Miller naar Watford FC. Hij speelde daar 15 matchen in de Premier League maar Watford degradeerde dat seizoen echter terug naar de Engelse tweede klasse na slechts één seizoen op het hoogste niveau te hebben gespeeld. Miller was niet in staat zich te manifesteren in het team en keerde terug naar zijn thuisland. Hij tekende een contract bij Dundee United.
Miller kende bij Dundee United een succesvolle periode en werd een van de favoriete spelers bij de fans aldaar. Maar door een onenigheid over zijn contract vertrok Miller en hij ging op het Europese vasteland voetballen. Hij vond zijn plaats bij de Noorse club SK Brann.
Daar speelde hij aan de zijde van landgenoot Robbie Winters. Ook in Noorwegen werd Miller al snel een van de favorieten bij de fans. Dit kwam vooral door zijn goede techniek, balvastheid en goede passen. Hij won samen met het team ook de Noorse beker in 2004. Maar toch was hij geen vaste waarde in de ploeg, volgens Brann-coach Mons Ivar Mjelde om defensieve redenen. In 2006 startte Miller het seizoen als een van de topspelers in Noorwegen maar hij kreeg langzamerhand meer aandacht naast het veld, blijkbaar veroorzaakt door het weinige vertrouwen dat hij kreeg van de coach. Miller maakte duidelijk dat hij niet blij was als rechtermiddenvelder, de positie waar hij toen het meest werd gezet, en liever een centrale rol toebedeeld kreeg. Uiteindelijk wilde hij de club verlaten. De Brann-coach negeerde hem ook nadat hij weigerde te participeren bij een medailleceremonie. Miller viel toen volledig uit de ploeg en speelde zijn laatste minuten voor SK Brann op 7 december 2006, op het einde van een Royal League-match tegen Rosenborg BK waar hij nota bene een aandeel had in het winnende doelpunt.
Begin januari 2007 begon Miller te trainen bij Rangers FC en St. Johnstone FC om zijn conditie te onderhouden. Kleinere Schotse clubs hadden hem graag binnengehaald maar Miller had geen zin om in lagere divisies te gaan voetballen. Ook Qatar was een optie maar uiteindelijk koos Miller voor de Belgische club K. Lierse SK. Daar was Kjetil Rekdal coach, die Miller nog kende van zijn periode in Noorwegen. Rekdal was toen coach bij Vålerenga.
Miller liet zich bij zijn debuut in België meteen opmerken. Naarmate de competitie vorderde kreeg hij een vaste stek in het elftal en scoorde nog vier goals. Lierse speelde echter een slecht seizoen en degradeerde uiteindelijk naar de Belgische Tweede Klasse na een degradatie-eindronde waarin Miller ook nog scoorde. De Schot besloot ondanks de degradatie toch bij de club te blijven. Hij tekende een nieuw contract voor drie seizoenen.
Maar het volgende seizoen liep niet van een leien dakje. Tijdens de heenronde speelde Lierse vaak zwak en in december stond het op een degradatieplaats. Bovendien zat de club in geldnood. Miller had het er moeilijk mee doordat hij zijn salaris niet altijd op tijd ontving. Op de koop toe kreeg hij nog te kampen met een blessure. Begin 2008 waren die problemen echter van de baan. Hoewel hij nog een conditie-achterstand had was hij toch geregeld van groot belang voor de ploeg. Hij scoorde uiteindelijk 8 goals en was medeverantwoordelijk voor de remonte van de ploeg in het klassement.
Na het seizoen leek het er echter op dat Miller Lierse zou verlaten. Hij miste zijn gezin, dat in Schotland was achtergebleven. Uiteindelijk kwam Miller tot een akkoord met het bestuur van Lierse om het nog lopende contract uit te betalen. Hierna trok Miller naar Australië waar hij van 2008 tot eind 2009 uitkwam voor Queensland Roar, bij deze club werkte hij samen met Frank Farina (ex-Club Brugge) die toen coach was van de club. In december trok hij naar reeksgenoot Gold Coast United. Begin 2011 keerde hij terug naar Schotland waar hij een contract tekende bij Clyde FC.

## Erelijst
- Scottish Premier League:
  - Winnaar (5): 1992/93, 1993/94,1994/95, 1995/96, 1996/97
- Scottish FA Cup:
  - Winnaar (2): 1992/93, 1995/96
- Scottish League Cup:
  - Winnaar (2): 1992/93, 1995/96
- Scottish PFA Young Player of the Year:
  - Winnaar (1): 1995
- Beker van Noorwegen:
  - Winnaar (1): 2004
- A- League Foreign Player of the Year:

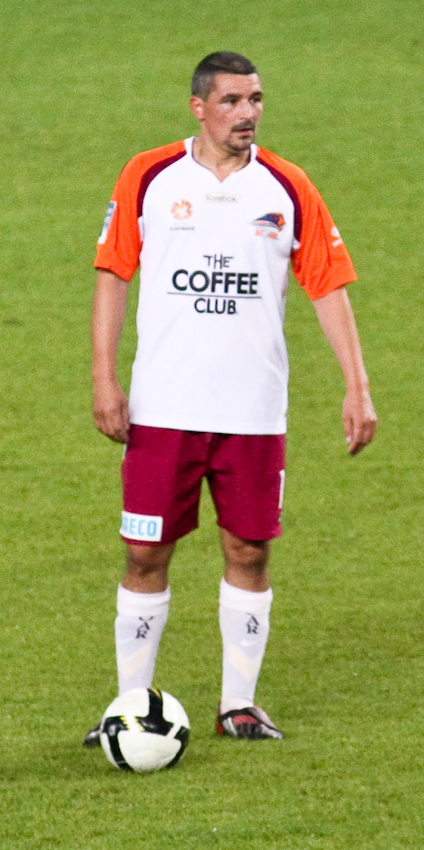
Charlie Miller in shirt van Queensland Roar

  - Winnaar (1): 2008/09

## Spelerstatistieken
| Seizoen(en) | Club              | Land      | Competitie              | Wedstrijden | Goals |
| ----------- | ----------------- | --------- | ----------------------- | ----------- | ----- |
| 1992-1999   | Rangers FC        | Schotland | Scottish Premier League | 82          | 10    |
| 1999        | Leicester FC      | Engeland  | Premier League          | 1           | 0     |
| 1999-2000   | Watford FC        | Engeland  | Premier League          | 15          | 0     |
| 2000-2004   | Dundee United     | Schotland | Scottish Premier League | 118         | 17    |
| 2004-2006   | SK Brann          | Noorwegen | Tippeligaen             | 76          | 21    |
| 2006-2007   | K. Lierse SK      | België    | Jupiler League          | 12          | 4     |
| 2007-2008   | K. Lierse SK      | België    | Tweede Klasse           | 21          | 8     |
| 2008-2009   | Queensland Roar   | Australië | A-League                | 18          | 7     |
| 2009-2010   | Brisbane Roar     | Australië | A-League                | 12          | 1     |
| 2009-2010   | Gold Coast United | Australië | A-League                | 10          | 1     |
| 2010-2011   | Clyde FC          | Schotland | Scottish Third Division | 5           | 0     |
| Totaal      |                   |           |                         | 353         | 64    |

Laatste aanpassing op 26 april 2011.